# Dialectul șvăbesc bănățean
Dialectul șvăbesc bănățean (în germană Banatschwäbisch, cunoscut și sub numele de Donauschwäbisch) este un dialect local al limbii germane vorbit în Banat, o regiune situată astăzi în mare parte în sud-vestul României de către șvabii bănățeni (germană Banater Schwaben), un sub-grup etnic german care face parte din minoritatea germană mai mare a României și, respectiv, o ramură a șvabilor dunăreni. În lingvistica comparativă, este un dialect vest-central german și are, de asemenea, unele caracteristici care corespund dialectelor hesiene.

## Vedere de ansamblu

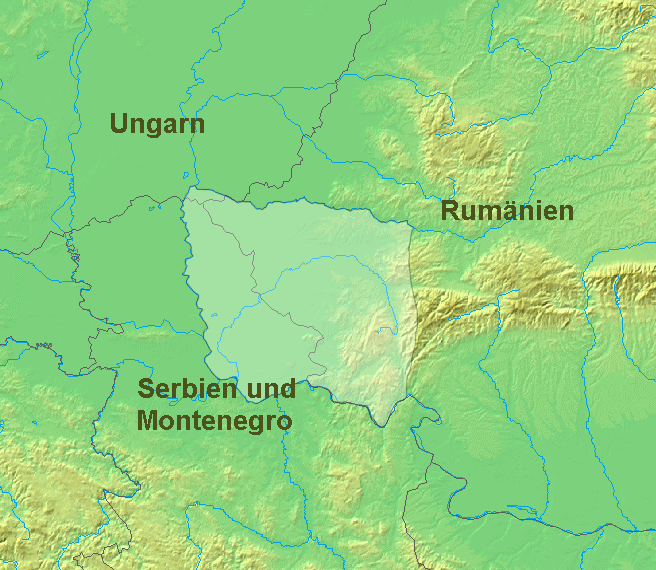
Localizarea geografică a Banatului în sud-vestul Europei, regiune situată între România, Ungaria și Serbia.

Când au ajuns în Banat în Epoca Modernă, majoritatea coloniștilor inițiali vorbitori de limbă germană cunoscuți ca șvabi bănățeni nu erau din regiunea istorică germană Șvăbia/Suabia. Aceștia au venit de fapt și din alte regiuni ale Germaniei de astăzi și chiar din Luxemburg. Prin urmare, dialectul șvabilor bănățeni este un dialect vest-central german care face parte din familia moselo-franconă și, ca atare, împărtășește mai multe asemănări respectiv caracteristici lingvistice cu un alt dialect german vorbit în România, mai precis dialectul săsesc al sașilor din Transilvania, precum și cu luxemburgheza sau limba ripuară cu care acesta din urmă se înrudește. În plus, șvaba bănățeană sau dialectul șvab/șvăbesc din Banat este, de asemenea, mai aproape de germană palatină (germană Pfälzisch) sau de alte dialecte renano-francone, cum ar fi cel vorbită în Saarland (i.e. Saarländisch).
Prin urmare, din cadrul dialectelor șvabilor din vestul României, doar dialectul șvăbesc/șvab sătmărean este un dialect autentic german șvab/alemanic, în timp ce șvaba bănățeană este mai aproape de germana palatină. Totodată, acest dialect are și cuvinte din limbile română și sârbă, fiind influențat de aceste două limbi având în vedere conviețuirea de secole dintre germani cu români și sârbi din Banat. Este cunoscut local ca Schwowisch în Bačka, Serbia.